# Гросс, Шуламит
Шуламит Гросс (ивр. שולמית גרוס‎; 1 октября 1923 — 19 сентября 2012) — израильский минералог и геолог, изучавшая формацию Хатрурим.

## Биография
Родилась под именем Шуламит Лифшиц в городе Гродно, Польша (сейчас принадлежит Белоруссии). Была дочерью Фриды и Меера Лифшиц. Училась в местном тарбуте, позже в Белорусском Национальном Техническом Университете в Минске.
Когда началась Великая Отечественная война, эвакуировалась в Ташкент. Там продолжила своё обучение на факультете геологии, который окончила с отличием в 1945. Её родители умерли в 1943 году в лагере смерти Треблинка.
Получила докторскую степень в области радиоактивных слюд Центральной Азии, но её исследования были прекращены из-за проверки безопасности МГБ. После окончания университета перебралась в Московский государственный университет для проведений исследований в области кристаллографии. Её второй проект рассматривал воздействие ионного радиуса на структуру кристаллической решётки и свойств минералов. В 1950 году она иммигрировала в Израиль вместе со своим мужем, режиссёром Натаном Гроссом и сыном Яаком, который в последующем стал режиссёром.

## Исследования

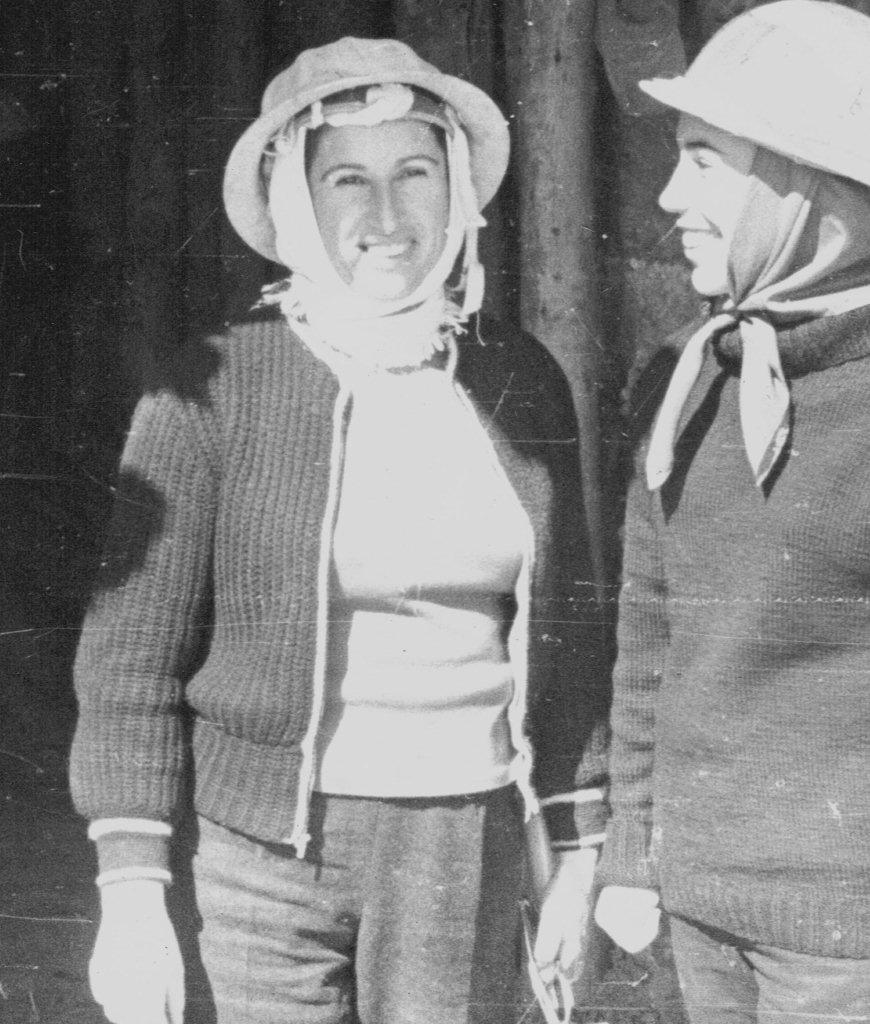
Гросс на работе

Гросс известна исследованиями в области минералогии на формации Хатрурим. В 1958 она начала работать в комиссии атомной энергии Израиля. В 1960-х годах, ученые из Еврейского университета в Иерусалиме, включая Яакова Бен-Тора и Лизу Хеллер-Каллай, открыли уникальный минеральный комплекс. Шуламит присоединилась к Израильскому Геологическому Сообществу в 1961 году. Она стала кандидатом на докторскую степень в Еврейском университете Иерусалима в 1964 году, работая над "Минералогия Формации Хатрурим в Израиле". Минералогический анализ показал, что породы содержат такие распространенные минералы как диопсид, волластонит, гранат и анортит, а также достаточное редкие минералы, такие как ларнит и спуррит. Эти минералы образуются только при высоких температурах. Эти минералы также распространены в портландцементе. Процесс производства цемента включает те же самые условия (высокая температура, около 1300°С). Она продолжила изучать минералы и в 1977 году опубликовала монограф, описывающий 123 видов минералов, открытых в формации Хатрурим. Пять из них были известны только в одном населенном пункте, тогда как 8 других были известны только как синтетические продукты цементной индустрии. Гросс также открыла несколько минералов, совершенно новых для науки: бенторит, хатрурит. Четвёртый минерал, обнаруженный Гросс был позже описан Дитмаром Вебером и Адольфом Бишоффом и назван гросситом в честь Шуламит.
Она продемонстрировала, что уникальный минеральный комплекс формации Хатрурим была образованна пирометаморфизмом и ей удалось воссоздать большую часть минералов, нагревая предшествующие осадочным породам формации Гареб и Такийе. Её открытия принесли ей награду Рафаэля Фрейнда Израильского геологического сообщества. Она стала почтенным членом сообщества[уточнить] в 1986 году. Один из минералов, обнаруженный ей был назван шуламититом в 2011 году. Она умерла 18 сентября 2012 года.